# Hội đồng Tư vấn Bản xứ Bắc Kỳ
Hội đồng Tư vấn Bản xứ Bắc Kỳ (tiếng Pháp: Chambre Consultative Indigène du Tonkin) là cơ quan đại diện của người Việt ở Bắc Kỳ vào đầu thế kỷ 20 dưới thời Pháp thuộc. Tuy hội đồng mang tên tư vấn với tính cách hội nghị nhưng thành phần đại diện rất hạn chế.

## Lịch sử
Chính quyền Liên bang Đông Dương cho thành lập Hội đồng Tư vấn Bản xứ Bắc Kỳ ngày 4 tháng 5 năm 1907 nhưng đến tháng 12 năm 1908 thì lại ra lệnh giải tán.
Ngày 19 tháng 3 năm 1913 chính phủ Bảo hộ lại cho tái lập.
Nhiệm vụ của Hội đồng là xét lại ngân sách và góp ý cho chính phủ nhưng không có quyền phán quyết. Ngoài ra chính phủ có thể tham khảo Hội đồng khi cần. Trái lại Hội đồng không có quyền chất vấn chính phủ nên thành tích của Hội đồng không có mấy.
Năm 1926 cơ quan này đổi tên thành Viện Dân biểu Bắc Kỳ với chủ ý mở rộng đại diện đại chúng hơn.